# Snowdon
Snowdon (velšsky Yr Wyddfa, 1085 m n. m.) je nejvyšší hora Kambrijských hor a celého Walesu. Leží na území národního parku Snowdonia v hrabství Gwynedd. Vrchol je místem dalekého rozhledu, avšak často zde bývají mlhy. Název znamená „sněhová hora“.

Přístupové cesty na Snowdon

## Přístup
Na vrchol vede několik velmi rozdílných přístupových cest:
- Téměř na vrchol lze vyjet parním vlakem ze stanice Llanberis (největší turistická atrakce regionu, železnice vybudována v roce 1895), délka trati 7,5 km, převýšení téměř 1000 metrů, čas jízdy cca 55 min.
- Nejjednodušší turistická trasa Llanbesis Path vede z Llanberis podél zmíněné železniční tratě, čas výstupu cca 3 hod.
- Turisticky zajímavější trasy vedou z průsmyku Pen-Y-Pass severovýchodně od vrcholu. Miner's Track prochází kolem jezer Llyn Llydaw, zatímco Pyg Track vede o něco výše, po úbočí hřebene Crib Goch.
- Nejdobrodružnější trasa vede také ze sedla Pen-Y-Pass, ale na rozdíl od předchozích 2 tras stoupá po mimořádně ostrém hřebeni Crib Goch a je vhodná jen pro zkušené turisty.

## Three Peaks Challenge
Výstup na Snowdon je součástí výzvy Three Peaks Challenge, spočívající ve výstupu na 3 vrcholy jednotlivých britských zemí – skotský Ben Nevis (1344 m), anglický Scafell Pike (978 m) a velšský Snowdon (1085 m). Výstupové trasy jsou předepsané a pro splnění výzvy je třeba stihnout všechny 3 výstupy do 24 hodin, přičemž do tohoto času se započítávají i přesuny autem.

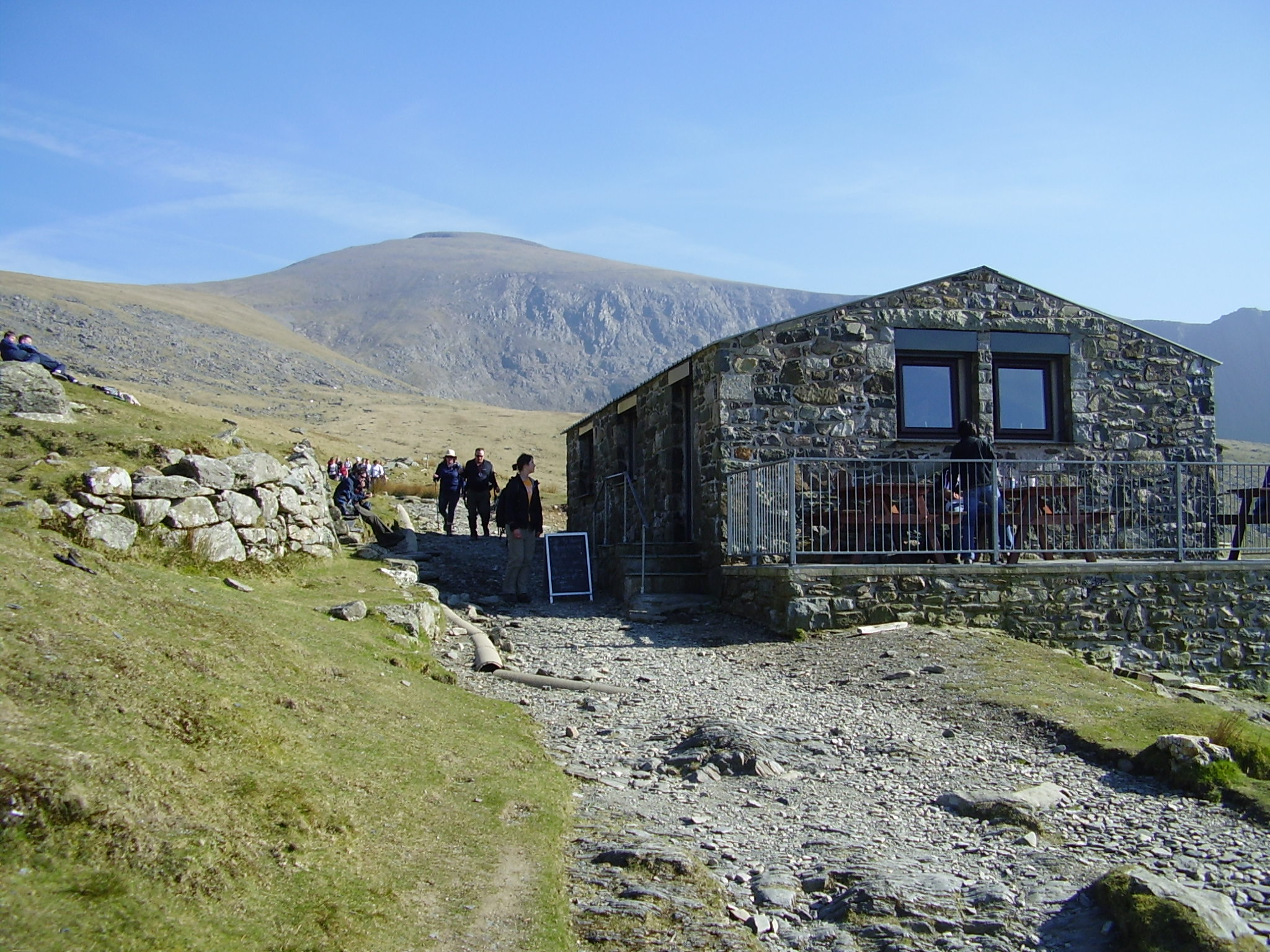
Chata na cestě z Llanberis
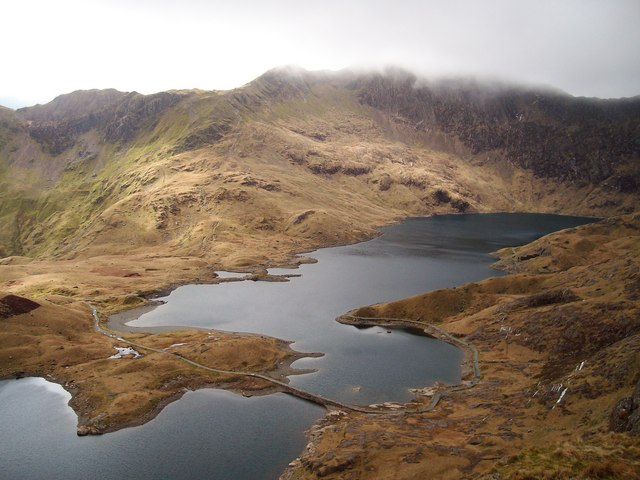
Llyn Llydaw+Miners Track
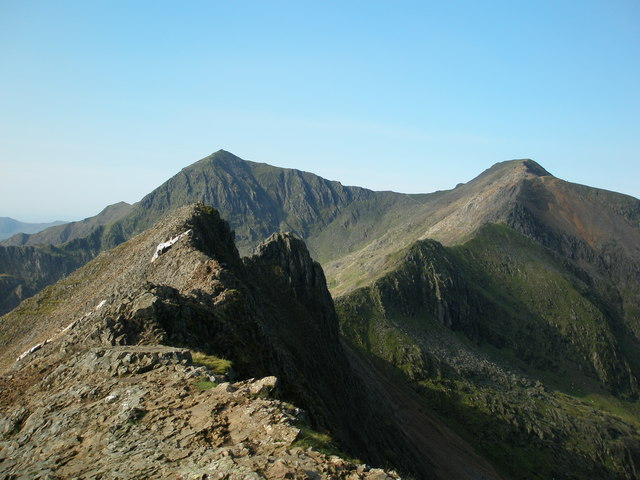
Ostrý hřeben Crib Goch
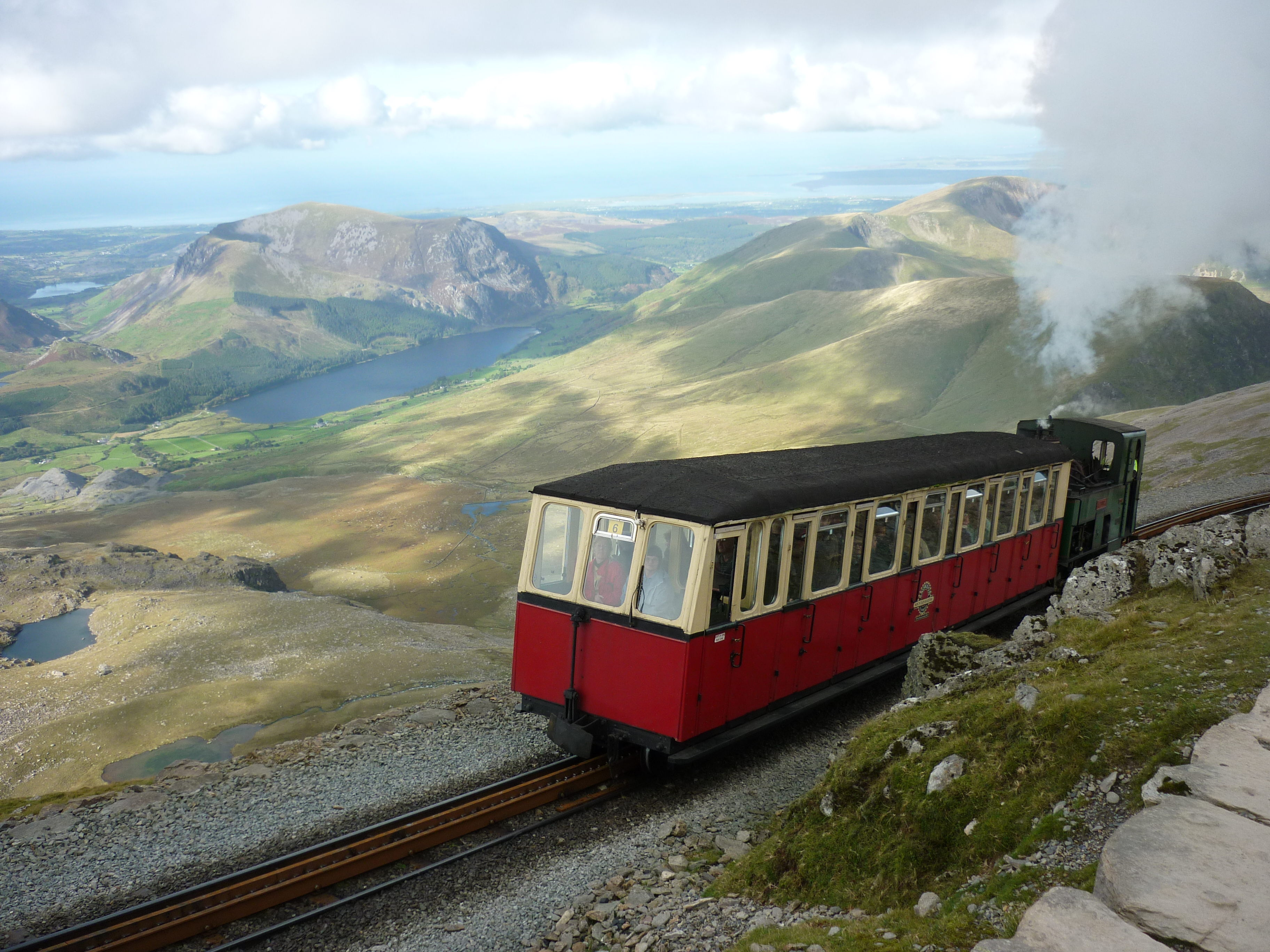
Železnice z Llanberis